# Mauritius International 1989
Die Mauritius International 1989 im Badminton fanden als offene internationale Meisterschaften von Mauritius statt. Die Endspiele fanden am 20. August 1989 statt.

## Sieger und Platzierte
| Disziplin    | Gold                            | Silber                              | Bronze                                |
| ------------ | ------------------------------- | ----------------------------------- | ------------------------------------- |
| Herreneinzel | Abhinesh Dussain                | Mubanga Kaite                       | Gilles Allet                          |
| Herreneinzel | Abhinesh Dussain                | Mubanga Kaite                       | Jean-Michel Duverge                   |
| Dameneinzel  | Martine de Souza                | Cathy Foo Kune                      | F. Rajah Gopal                        |
| Dameneinzel  | Martine de Souza                | Cathy Foo Kune                      | N. Seesurun                           |
| Herrendoppel | Gilles Allet Abhinesh Dussain   | Jacques Foo Kune James Lan Moon Lin | Beelall Bhurtun Charles Sambadoo      |
| Herrendoppel | Gilles Allet Abhinesh Dussain   | Jacques Foo Kune James Lan Moon Lin | Mubanga Kaite Bernard Chimfwembe      |
| Damendoppel  | Martine de Souza Cathy Foo Kune | F. Rajah Gopal N. Seesurun          | Voahangy Rasolomanana L. Raharimalala |
| Damendoppel  | Martine de Souza Cathy Foo Kune | F. Rajah Gopal N. Seesurun          | Virginie Vial Sheetal Dhanani         |
| Mixed        | Gilles Allet Martine de Souza   | Jacques Foo Kune Cathy Foo Kune     | Patrick Rakoto Lalao Raharimalala     |
| Mixed        | Gilles Allet Martine de Souza   | Jacques Foo Kune Cathy Foo Kune     | James Lan Moon Lin A. Lan Moon Lin    |

## Finalergebnisse
| Disziplin    | Sieger                          | Finalist                            | Ergebnis          |
| ------------ | ------------------------------- | ----------------------------------- | ----------------- |
| Herreneinzel | Abhinesh Dussain                | Mubanga Kaite                       | 15–13, 15–4       |
| Dameneinzel  | Martine de Souza                | Cathy Foo Kune                      | 11–3, 10–12, 11–1 |
| Herrendoppel | Gilles Allet Abhinesh Dussain   | Jacques Foo Kune James Lan Moon Lin | 16–17, 15–1, 15–4 |
| Damendoppel  | Martine de Souza Cathy Foo Kune | F. Rajah Gopal N. Seesurun          | 15–5, 15–0        |
| Mixed        | Gilles Allet Martine de Souza   | Jacques Foo Kune Cathy Foo Kune     | 18–14, 15–12      |